# Nostie
Nostie (Schots-Gaelisch: Ceann na Mòna) is een dorp in de Schotse lieutenancy Ross and Cromarty in het raadsgebied Highland.